# امیل بنونیست
امیل بنونیست (به فرانسوی: Émile Benveniste) (زادهٔ ۱۹۰۲ در حلب - درگذشتهٔ ۱۹۷۶) خاورشناس، زبان‌شناس و ایران‌شناس فرانسوی بود. او شاگرد آنتوان مِیّه بود. نام‌آوری او بیشتر از برای کار بر روی زبان‌های هندواروپایی بود.
او کتاب دستور زبان فارسی میانه را بازنگری کرد و در ۱۹۳۱ به چاپ رساند. وی در ۱۹۳۷ جانشین مِیّه در کولِژ دو فرانس گردید. آثار او دربرگیرندهٔ ۱۸ کتاب و ۵۹۱ مقاله بود.
بیشتر پژوهش‌های بنونیست دربارهٔ اثرهای به‌جامانده از پارسی میانه، دستور زبان اوستایی، بررسی واژه‌ها و اصطلاحات پارسی باستان و اوستایی، پژوهش‌های ریشه‌شناسانه دربارهٔ زبان‌های ایرانی، زرتشتی‌گری، مانوی‌گری، زروان‌باوری، جامعه‌شناسی و نظام طبقاتی ایران باستان، پزشکی در ایران باستان، وام‌واژههای ایرانی در زبان ارمنی، متن‌های سغدی و موضوعاتی از این دست است.

## آثار بنونیست
مهمترین نوشته‌های او درباره‌ی زبان‌های ایرانی (شامل زبان‌های ایرانی باستان و میانه و نیز زبان‌ها و گویش‌های ایرانی نو) و مسائل مختلف ایرانشناسی عبارت است از:
طرح دستور زبان سُغدی (۱۳۰۸ ش /۱۹۲۹) با همکاری گوتیو؛
دین ایرانی بر پایه متن‌های یونانی (۱۳۱۳ ش /۱۹۲۹، به فارسی ترجمه شده است)؛
ورتره و ورثرغنه (۱۳۱۳ ش /۱۹۳۴) که پژوهشی است درباره‌ی اسطوره‌شناسی هندوایرانی، با همکاری رنو؛
مصادر اوستایی (۱۳۱۴ ش /۱۹۳۵)؛
مُغها در ایران باستان (۱۳۱۷ ش / ۱۹۳۸)؛
متون سغدی (۱۳۱۹ش /۱۹۴۰)؛
پژوهش‌هایی درباره‌ی زبان آسی (۱۳۳۸ش / ۱۹۵۹)؛
عناوین و اسامی خاص در زبان‌های ایرانی باستان (۱۳۴۵ ش / ۱۹۶۶).
موضوع بیشتر مقالات بنونیست، جنبه‌های گوناگون فرهنگ، تمدّن، ادیان و زبانهای ایرانی و دربردارنده‌ی پژوهش‌هایی است درباره‌ی آثار بازمانده‌ی فارسی میانه، وزن اشعار پهلوی، مباحث دستورزبان اوستایی، بررسی اصطلاحات و واژگان فارسی باستان و اوستایی، پژوهش‌های ریشه‌شناختی در زبان‌های گوناگون ایرانی، پژوهش درباره‌ی ادیان ایرانی (زردشتی، مانوی، زروانی)، مسائل جامعه‌شناسی و طبقات اجتماعی در ایران باستان، پزشکی در ایران باستان، واژگان و اصطلاحات ایرانی در زبان ارمنی، پژوهش پیرامون متون سغدی، واجشناسی زبان‌های ایرانی باستان و جز این‌ها.
برخی از آثار مهم بنونیست درباره‌ی واژه‌شناسی هندواروپایی عبارت است از:
مبانی ساخت‌نام‌ها در زبان‌های هندواروپایی (۱۳۱۴ ش/۱۹۳۵)؛
اسم عامل و اسم مصدر در زبان‌های هندواروپایی (۱۳۲۷ ش/۱۹۴۸)؛
زبان هیتی و زبان‌های هندواروپایی (۱۳۴۱ ش/۱۹۶۲)؛
واژگان نهادهای هندواروپایی (۱۳۴۸ ش /۱۹۶۹).
آثار بنونیست از لحاظ پژوهشراه (روش تحقیق)، عرضه‌ی مطالب دست‌اول، استنتاجات منطقی، پرهیز از پرگویی، اطناب و فضل‌نمایی و مشکل‌نویسی، آنچنان پژوهشگرانه و شیوا نوشته شده که اغلب آن‌ها امروزه به‌صورت مراجع برجسته و معتبر درآمده‌اند.